# Biserica „Sfântul Arhanghel Mihail” din Beștemac
Biserica „Sf. Arhanghel Mihail” este o biserică amplasată în Beștemac, raionul Leova, Republica Moldova. Este un monument arhitectural de importanță națională inclus în Registrul monumentelor Republicii Moldova ocrotite de stat cu nr. 251 (raionul Leova). Datează din sec. XIX.